# Ферреро Коста, Карлос
Карлос Эрнесто Фернандо Ферреро Коста (исп. Carlos Ernesto Fernando Ferrero Costa; 7 февраля 1941, Лима, Перу — 31 января 2025, там же) — перуанский политик, председатель Совета министров при президенте Алехандро Толедо и член Конгресса Республики Перу в течение трёх созывов. С 2000 по 2003 год — президент Конгресса.

## Биография
Родился в Лиме 7 февраля 1941 года в семье инженера. Его дядя Рауль Ферреро Ребальяти был председателем Совета министров и министром иностранных дел. Его брат Эдуардо Ферреро Коста также был министром иностранных дел во втором правительстве Альберто Фухимори.
Окончил в Лиме школу Непорочного Сердца, а затем среднюю школу Санта-Мария-Марианистас. В 1959 году поступил в Папский католический университет Перу, в котором получил степени бакалавра по литературе в 1964 году и по праву в 1966 году. Впоследствии прошёл обучение на различных курсах, в том числе по финансовому анализу и политике в Институте Международного валютного фонда (МВФ) в 1966 году.
В 1965 году начал работать в Центральном резервном банке Перу, в 1976—1980 годах административный менеджер, затем перешёл в юридический отдел, где и работал до своей отставки в 1982 году.
Работал на Radio Miraflores в качестве политического обозревателя (1965—1969), комментатором новостей на Panamericana Televisión (1978—1980) и América Televisión (1989), был соведущим телепрограммы 2x2 на канале N (1999—2000).
С 1978 по 1980 год президент перуанской части Двусторонней комиссии Пуянго-Тумбес. С 1982 по 1992 год занимался юридическим консультированием по гражданским, коммерческим и административным вопросам.
Профессор права в различных университетах: Женском университете Священного Сердца, Папском католическом университете Перу, Рикардо Пальма, Сан-Мартин-де-Поррес, Сан-Маркоса и Лимы, а также в Дипломатической академии Перу.

## Политическая карьера
Во время учёбы в университете вступил в Христианско-демократическую партию. В 1966 году вышел из неё и стал одним из основателей Партии солидарности и демократии (SODE).
На всеобщих выборах 1990 года баллотировался в Палату депутатов от Независимого гражданского союза, но не был избран. В 1992 году вошёл в состав Демократического учредительного Конгресса Перу, набрав 23 106 голосов. На всеобщих выборах 1995 года избран конгрессменом от партии Камбио 90, набрав 19 197 голосов. Член комитетов по международным отношениям, конституции, реформе кодексов, правосудию и бюджету.
В 1999 году вышел из Камбио 90, выразив несогласие с переизбранием Альберто Фухимори. В том же году присоединился к партии «Перу Посибле» и был кандидатом на пост первого вице-президента в президентском списке Алехандро Толедо на всеобщих выборах 2000 года. Однако Толедо занял второе место. На тех же выборах Ферреро баллотировался в Конгресс и был избран от партии «Перу Посибле».
В ноябре 2000 года, после отстранения Марты Хильдебрандт от должности председателя Конгресса и избрания Валентина Паньягуа на ее место, вице-президенты Лус Сальгадо, Марианелла Монсальве и Мария Хесус Эспиноса Матос решили выйти из состава Совета директоров. Поэтому 5 ноября того же года был представлен единый список кандидатов в новый Совет директоров во главе с Ферреро, который набрал большинство голосов, и Ферреро стал временным президентом Конгресса.
После отставки Альберто Фухимори с поста президента в 2001 году были назначены новые всеобщие выборы. На них Ферреро снова был избран в Конгресс. С 26 июля того же года президент Конгресса. Инициировал создание пяти должностей вице-президентов Законодательного Собрания из-за партийной раздробленности, что было одобрено. 26 июля 2002 года переизбран президентом Конгресса на ещё один годичный срок.
15 декабря 2003 года назначен председателем Совета министров после отставки Беатрис Мерино из-за разногласий с бывшим президентом Алехандро Толедо. 13 января 2004 года предстал перед Конгрессом Республики, чтобы заручиться вотумом доверия, который получил (49 голосов «за», 6 «против» и 44 воздержавшихся). В 2005 году после назначения Фернандо Оливеры министром иностранных дел подал в отставку. Его заменил Педро Пабло Кучински.
На всеобщих выборах 2006 года баллотировался в Конгресс от партии «Перу Посибле», но не был избран.
Умер в Лиме 31 января 2025 года в возрасте 83 лет. 

## Награды
- 2001 — Большой крест ордена Изабеллы Католической
- 2003 — Орден Солнца Перу степени Большого креста